# 楊昆弼
楊昆弼（英語：Yang Kun-Pi，1998年8月11日—），是一名出生於臺灣彰化縣二水鄉的射擊運動員，2018年亞洲運動會射擊比賽他和林怡君參加不定向飛靶混合團體賽，資格賽以破世界紀錄的146分晉級決賽，決賽以42分敗給黎巴嫩組合奪銀，男子不定向飛靶以平世界紀錄的48分奪金。
楊昆弼在2022年世界飛靶錦標賽不定向飛靶項目奪得銅牌，也取得2024年巴黎奧運參賽席次，該席次為2024年夏季奧林匹克運動會中華台北代表團首個奧運參賽資格。

## 外部連結
- 國際射擊運動聯盟運動員介紹 （页面存档备份，存于）
- 楊昆弼的Instagram帳戶